# Liste der 999 Frauen des Heritage Floor/Natalie Barney
Diese Liste beschreibt das Gedeck für Natalie Barney auf dem Tisch der Kunstinstallation The Dinner Party von Judy Chicago. Sie ist Teil der Liste der 999 Frauen des Heritage Floor, die den jeweiligen Gedecken auf dem Tisch zugeordnet sind. Die Namen der 999 Frauen befinden sich auf den Kacheln des Heritage Floor, der unterhalb des Tisches angeordnet, zur Kunstinstallation gehört.

## Beschreibung
Die Installation besteht aus einem dreiseitigen Tisch, an dem jeweils 13 historische oder mythologische Persönlichkeiten, somit insgesamt 39 Personen, von der Urgeschichte bis zur Frauenrechtsbewegung Platz finden. Diesen Personen wurde am Tisch jeweils ein Gedeck bestehend aus einem individuell gestalteten Tischläufer, einem individuell gestalteten Teller sowie einem Kelch, Messer, Gabel, Löffel und einer Serviette zugeordnet. Die erste Seite des Tisches widmet sich der Urgeschichte bis zur Römischen Kaiserzeit, die zweite der Christianisierung bis zur Reformation und die dritte von der Amerikanischen Revolution bis zur Frauenbewegung. Jedem Gedeck auf dem Tisch sind weitere Persönlichkeiten zugeordnet, die auf den Fliesen des Heritage Floor, der den Raum unter dem Tisch und die Mitte des Raumes zwischen den Seite des Tisches einnimmt, einen Eintrag erhalten haben. Diese Liste erfasst die Persönlichkeiten, die dem Gedeck von Natalie Barney zugeordnet sind. Ihr Platz befindet sich an der dritten Tischseite.

### Hinweise
Zusätzlich zu den Namen wie sie in der deutschen Transkription oder im wissenschaftlichen Sprachgebrauch benutzt werden, wird in der Liste die Schreibweise aufgeführt, die von Judy Chicago auf den Kacheln gewählt wurde.
Die Angaben zu den Frauen, die noch keinen Artikel in der deutschsprachigen Wikipedia haben, sind durch die unter Bemerkungen angeführten Einzelnachweise referenziert. Sollten einzelne Angaben in der Tabelle nicht über die Hauptartikel referenziert sein, so sind an der entsprechenden Stelle zusätzliche Einzelnachweise angegeben. Bei Abweichungen zwischen belegten Angaben in Wikipedia-Artikeln und den Beschreibungen des Kunstwerks auf der Seite des Brooklyn Museums wird darauf zusätzlich unter Bemerkungen hingewiesen.

### Gedeck für Natalie Barney

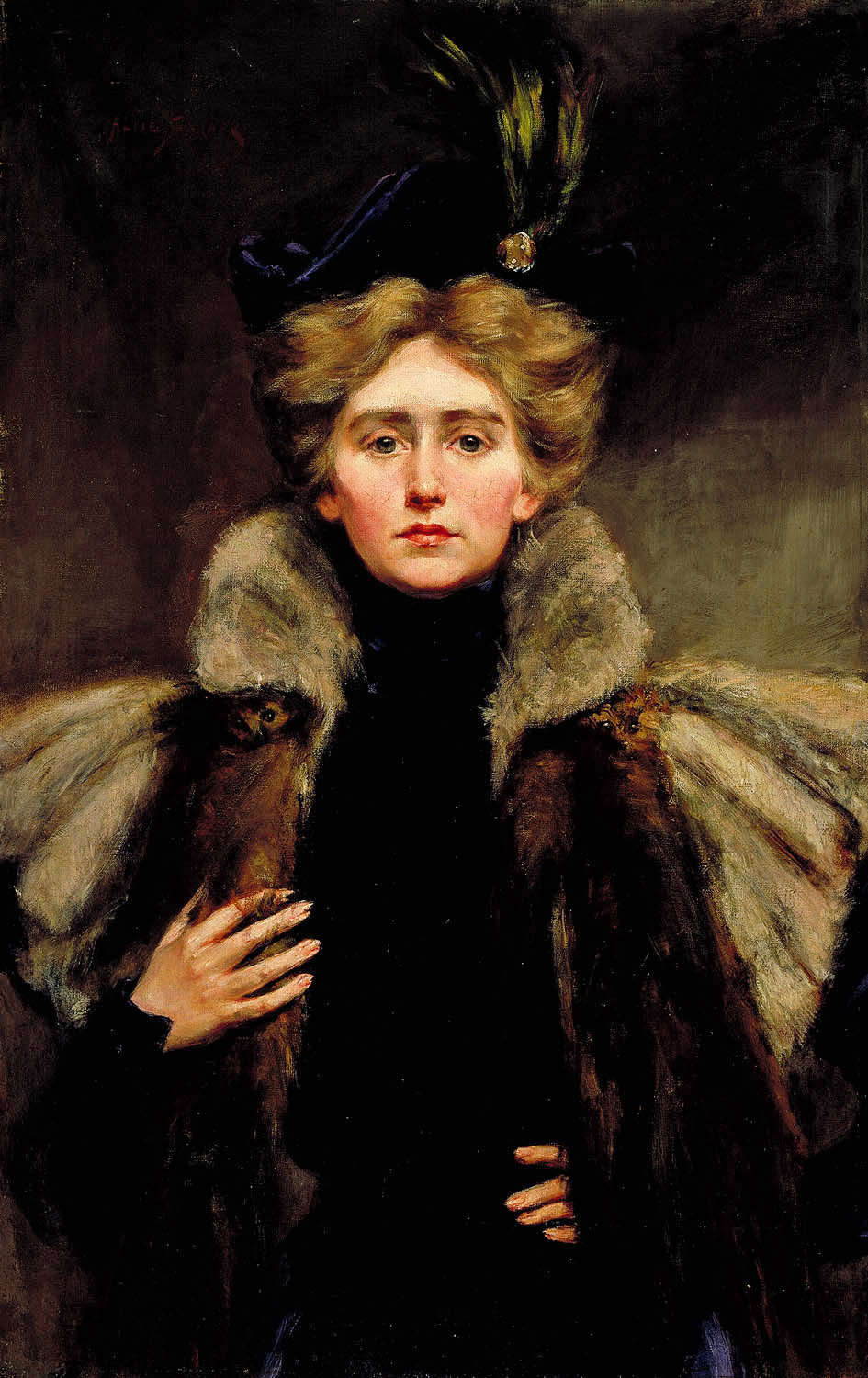
Natalie Barney von Alice Pike Barney (1896)

Natalie Barney wurde am 31. Oktober 1876 in Dayton, Ohio geboren. Ihr Vater war der wohlhabende Eisenbahnbesitzer Albert Clifford Barney und ihre Mutter die Malerin Alice Pike Barney. Ihre Ausbildung erhielt sie gemeinsam mit ihrer Schwester Laura Clifford Barney im französischen Mädchen-Internat Les Ruches in Fontainebleau von Mademoiselle Marie Souvestre. Finanziell unabhängig übersiedelte sie 1898 von Washington nach Paris und eröffnete dort einen Literarischen Salon. Diesen betrieb sie bis 1968 und jeden Freitag traf sich dort eine exzentrische Gesellschaft, die sich literarischen Gesprächen und der Besprechung von Theaterprojekten widmete, dienten sie auch Selbstdarstellung seiner Besucher. So konnte Mata Hari nur mit Mühe überzeugt werden, statt leichtbekleidet auf einem Elefanten anzureiten, ein Zirkuspferd zu nehmen. Barney war bekannt für ihre mutigen offenen lesbischen Beziehungen zu der Dichterin Renée Vivien, der Tänzerin Liane de Pougy und der Malerin Romaine Brooks. Sie war selbst Autorin und diente als Vorbild einer Reihe literarischer Werke.
Der Teller für Natalie Barney auf dem Tisch der Dinner Party ist in einem Tiffany-Muster in der Form einer Lilie gestaltet. Barney bevorzugte die Lilie, ein traditionelles Symbol für Weiblichkeit, aber auch, weil ihre erste Liebhaberin, Liane de Pougy, die Lilie als ihr Wahrzeichen ansah. Barney hat dieses für sich übernommen. Die Farbpalette, die für die Gestaltung des Tellers genutzt wurde, sind schillernde Blau- und Violetttöne mit goldenen Akzenten. Verziert ist er mit Perlen. Er soll den Glamour und die Opulenz von Barneys Leben widerspiegeln, die als reiche Frau einen Salon in Paris eröffnen und unterhalten konnte. Der Tischläufer greift in seiner Gestaltung diese Opulenz auf. Er ahmt den Jugendstil nach und nutzt die Farbpalette des Tellers. Der Stoff, eine Art-déco-Seide aus den 1920er oder 1930er Jahren, ist in der Form von Schmetterlingsflügeln gestaltet. Abschnittsränder der Flügel sind mit schwarzen Glasperlen besetzt. Transparenter Stoff überzieht die Flügel, dies ahmt das Schillern des Tellers nach. Die Schmetterlingsflügel auf dem Tischläufer reichen nicht bis an die Ränder des Läufers, sondern entfalten ihre Form frei von einem vorgegebenen Rand. Hiermit wollte Chicago auf das von äußeren Zwängen freie Leben Barneys in sexueller Hinsicht und auch in ihrem Salon hinweisen.
| Name                                             | Schreibweise auf der Kachel | Geburtsdatum | kulturräumliche Zuordnung          | Bemerkungen | Bild |
| ------------------------------------------------ | --------------------------- | ------------ | ---------------------------------- | --- | ---- |
| Alice Pike Barney                                | Alice Pike Barney           | 1857         | Vereinigte Staaten                 | Malerin, Mäzenin und Salonnière. |      |
| Anne Bonny                                       | Anne Bonney                 | um 1699      | Irland                             | Piratin in der Karibik. |      |
| Catherine de Vivonne, Marquise de Rambouillet    | Catherine de Rambouillet    | 1588         | Frankreich                         | Persönlichkeit der Gesellschaft und eine wichtige Figur in der Literaturgeschichte des 17. Jahrhunderts in Frankreich.                                                                                  |      |
| Claudine Guérin de Tencin                        | Claudine de Tencin          | 1682         | Frankreich                         | Salonnière in Paris im Zeitalter der Aufklärung. |      |
| Cristina Trivulzio Belgiojoso                    | Cristina Trivulzio          | 1808         | Italien                            | Italienische Adlige, die eine wichtige Rolle in Italiens Unabhängigkeitskampf spielte. Sie ist auch als Schriftstellerin und Journalistin bemerkenswert.                                                |      |
| Djuna Barnes                                     | Djuna Barnes                | 1892         | Vereinigte Staaten                 | Schriftstellerin und Illustratorin. Sie zählt zu den wichtigen Autorinnen der literarischen Moderne. |      |
| Eleanor Charlotte Butler (Ladies von Llangollen) | Eleanor Butler              | 1739         | Irland, Wales                      | Ließ sich mit Sarah Ponsonby 1778 gegen die Konventionen ihrer Zeit in Wales nieder. Ihr Haus war Ziel zahlreicher Adliger, Politiker und Schriftsteller.                                               |      |
| Félicité de Genlis                               | Stephanie de Genlis         | 1746         | Frankreich                         | Hofdame und Schriftstellerin. |      |
| Gertrude Stein                                   | Gertrude Stein              | 1874         | Vereinigte Staaten                 | Schriftstellerin, Verlegerin und Kunstsammlerin. Künstlerin der klassischen literarischen Moderne. |      |
| Julie de Lespinasse                              | Julie de Lespinasse         | 1732         | Frankreich                         | Salonnière der Aufklärung. |      |
| Julie Récamier                                   | Jeanne Recamier             | 1777         | Frankreich                         | Salonnière. Sie unterhielt seit den frühen Tagen des Konsulats einen Salon in Paris, der ein wichtiger Treffpunkt der oberen Gesellschaft, aber auch der Kritiker und politischen Gegner Napoleons war. |      |
| Lou Andreas-Salomé                               | Lou Andreas Salomé          | 1861         | Deutschland, Russland              | Schriftstellerin, Erzählerin, Essayistin und Psychoanalytikerin aus russisch-deutscher Familie. |      |
| Louise Labé                                      | Louise Labé                 | 1524         | Frankreich                         | Autorin, Dichterin. |      |
| Madeleine de Scudéry                             | Madeleine de Scudéry        | 1607         | Frankreich                         | Schriftstellerin des Barock. |      |
| Madeleine de Souvré                              | Madeleine de Sable          | 1599         | Frankreich                         | Adlige und Salonnière. |      |
| Marie de Rabutin-Chantal, Marquise de Sévigné    | Marie de Sévigné            | 1626         | Frankreich                         | Angehörige des französischen Hochadels, als Autorin wurde sie durch ihre Briefe bekannt, wird zum Kreis der Klassiker der französischen Literatur gerechnet.                                            |      |
| Marie de Vichy Chamrond                          | Marie du Deffand            | 1697         | Frankreich                         | Salonnière im Zeitalter der Aufklärung. |      |
| Marie Sallé                                      | Marie Sallé                 | um 1707      | Frankreich                         | Tänzerin, Zeitgenossin und Rivalin der Marie Camargo, wurde an die Pariser Oper engagiert. |      |
| Marie Thérèse Rodet Geoffrin                     | Marie Geoffrin              | 1699         | Frankreich                         | Autorin und Salonnière der Aufklärung. |      |
| Mary Read                                        | Mary Read                   | um 1685      | England, Jamaika                   | Piratin und Freibeuterin auf dem Schiff von Jack Rackham. |      |
| Mata Hari                                        | Mata Hari                   | 1876         | Niederlande                        | Vor und während des Ersten Weltkrieges exotische Nackttänzerin, Tänzerin und Spionin für den deutschen Geheimdienst.                                                                                    |      |
| Ninon de Lenclos                                 | Ninon de L’Enclos           | 1620         | Frankreich                         | Kurtisane und Salonnière. Sie gilt in Frankreich als eine der herausragendsten Frauen des 17. Jahrhunderts.                                                                                             |      |
| Radclyffe Hall                                   | Radclyffe Hall              | 1880         | Vereinigtes Königreich             | Dichterin und Schriftstellerin. Sie schrieb unter anderem acht Romane, darunter den bekannten, von der lesbischen Stephen Gordon handelnden, Roman The Well of Loneliness.                              |      |
| Renée Vivien                                     | Renee Vivien                | 1877         | Vereinigtes Königreich, Frankreich | Dichterin und eine der letzten Vertreterinnen des Symbolismus. |      |
| Romaine Brooks                                   | Romaine Brooks              | 1874         | Frankreich, Italien                | Malerin und Bildhauerin. |      |
| Sarah Ponsonby (Ladies von Llangollen)           | Sarah Ponsonby              | 1755         | Irland, Wales                      | Ließ sich 1778 mit Eleanor Butler gegen die Konventionen ihrer Zeit in Wales nieder. Ihr Haus war Ziel zahlreicher Adliger, Politiker und Schriftsteller.                                               |      |
| Sophie de Condorcet                              | Sophie de Condorcet         | 1764         | Frankreich                         | Salonnière von 1789 bis zur Schreckensherrschaft, und wieder von 1799 bis zu ihrem Tod im Jahr 1822. Ihre Salons wurden von britischen und französischen Intellektuellen besucht.                       |      |

Einzelnachweise
1. ↑  Brooklyn Museum: Natalie Barney. In: brooklynmuseum.org. Abgerufen am 3. November 2019.